# Battaglia di Craibstone
La battaglia di Craibstone fu uno scontro combattuto il 20 novembre 1571 tra il clan Gordon ed il clan Forbes presso Craibstone, Aberdeenshire, Scozia. Questa fu parte della guerra civile mariana nella quale i Gordon supportarono Maria di Scozia ed i Forbes supportarono suo figlio, Giacomo VI di Scozia.

## La battaglia
Così chiamata perché si svolse in prossimità di Craibstone Croft, la battagliavenne vinta dalle forze dei Gordon che batterono quelle dei Forbes costringendole alla ritirata dopo un'ora di scontri e con la perdita di 60 uomini. Secondo il resoconto della battaglia inviato a John Lesley, segretario di Maria di Scozia, entrambe le parti persero 60 uomini sul campo, ed il figlio di William Forbes, VII lord Forbes, Alexander Forbes, venne fatto prigioniero e trasferito al castello di Huntly.
Secondo la cronaca Diurnal of Occurrents, Alexander Forbes venne accompagnato dai capitani Chisholm e Wedderburn che marciarono con lui da Cowie ad Aberdeen il 20 novembre 1571. Chisholm e Wedderburn, uomini del reggente, comandavano due bande di moschettieri. La loro forza totale era di circa 800 uomini. Adam Gordon di Auchindoun ed il capitano Ker disponevano di una forza di 900 uomini. I Forbes si portarono sul ponte di Aberdeen e combatterono coi loro avversari per un'ora a Craibstone. I Forbes si ritirarono, Chisholm e 300 uomini rimasero uccisi e Alexander Forbes venne catturato assieme a 200 uomini.
Richard Bannatyne fa menzione di come alcuni cavalieri comandati da Alexander Campbell combatterono pure coi Forbes. Bannatyne riporta pure come i Forbes e le truppe del reggente si fossero portate in realtà ad Aberdeen perché a corto di cibo. Adam Gordon si dimostrava riluttante a combattere in quanto non disponeva di artiglieria, ma vide nel contempo l'opportunità di battere i propri avversari. Gli arcieri dei Forbes abbandonarono il campo. La Historie of King James Sext riporta la presenza di 600 cavalieri. L'inseguimento delle truppe dei Forbes in fuga durò per quattro miglia; il testo, per quanto favorevole ai Gordon, riporta che questi ebbero perdite per un totale di 30 uomini mentre i Forbes ne persero almeno 300 sul campo, anche se tutte le altre fonti sull'argomento riportano generalmente numeri simili tra le due fazioni.